# Peter Hammill
Peter Joseph Andrew Hammill é um músico multi-instrumentista, poeta e compositor, ícone referencial e pioneiro do Rock Progressivo dos anos 70s. Ele foi o fundador e líder da emblemática banda britânica, Van der Graaf Generator.

## Biografia
Nasceu em um subúrbio de Ealing, cidade a oeste de Londres, em 5 de novembro de 1948. Durante sua juventude, estudou na Universidade de Manchester, onde conheceu alguns dos músicos com quem integrou em 1967, a primeira formação do Van Der Graaf Generator.
Em 1968 abandonou os estudos e vira-se à sua paixão pela música, enquanto começou a desenvolver sua grande habilidade criativa, presente até hoje. Sua arte foi sempre caracterizada por um espírito inovativo e ecletismo, referenciado por grandes bandas progressivas da época. A poesia de Hammill, às vezes obscura e excessivamente misteriosa, rendeu-lhe críticas nem sempre benevolentes nos meios de comunicação e publicações especializadas, o que na verdade não influenciou em nada em sua genialidade.
Podemos dizer que sua carreira tem uma fronteira difusa entre suas criações pessoais e aquelas desenvolvidas junto com o “Van der Graaf Generator”, devido ao seu estilo inconfundível estar presente tanto em uma, quanto na outra. Inclusive, muitas vezes ele compartilhou sessões de gravação com vários membros da banda. Tanto foi assim, que o primeiro álbum lançado pelo “Van der Graaf”, “The Aerosol Grey Machine”, era para ser até o último momento, um trabalho solo de Hammill.

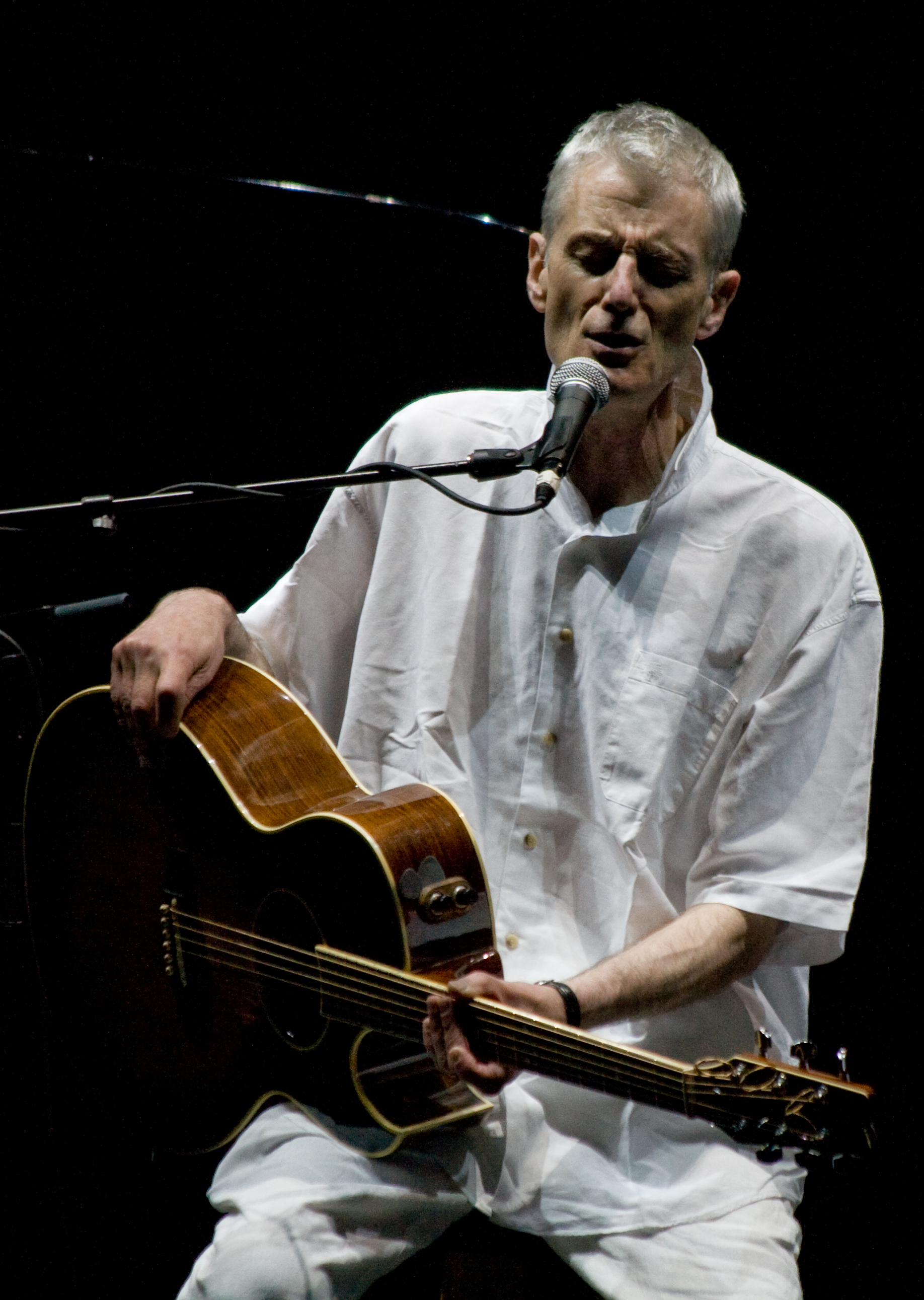
Peter Hammill

Em 1971, ele lançou seu primeiro álbum solo, “Fool’s Mate” que continha músicas do Van der Graaf de 1967/68. Em 1974 surge o álbum “In Camera”, no qual ele toca todos os instrumentos. O resultado foi uma obra de certa obscuridade conceitual, muito elaborada e profunda. No mesmo ano, também publicou seu livro de poemas e contos intitulado “Killers, Angels, Refugees” incluindo nele uma seleção de suas letras. Seu segundo livro de poemas, “ Mirrors, Dreams, Miracles” foi publicado 6 anos depois, em 1980.
Em 1975, Peter Hammill manifestou ideias altamente críticas sobre o que ele chamou de “Rock Glamoroso" da época, transformando-os no álbum “Nadir’s Big Chance”, cujo conteúdo sarcástico foi considerado de grande influência para o movimento punk. Realmente, o músico Johnny Rotten, conhecido líder da banda punk “Sex Pistols” mencionou este livro como uma de suas influências mais importantes.
Desde 1969 - ano em que ficou famoso com o álbum “Aerosol Gray Machine” - continuou a fazer música, com sua discografia incluindo tantos estilos musicais que seria inútil tentar enquadrá-la em algum gênero específico. Em 2012, lança seu 31º trabalho solo, no qual novamente toca todos os instrumentos, mostrando-se um artista maduro que sabe e está ciente de suas limitações, sendo capaz de construir uma personalidade sempre intensa e dramática.

## Discografia

### Carreira Solo
| - Fool's Mate (Julho 1971) - Chameleon in the Shadow of the Night (Maio 1973) - The Silent Corner and the Empty Stage (Fevereiro 1974) - In Camera (Julho 1974) - Nadir's Big Chance (Fevereiro 1975) - Over (Abril 1977) - The Future Now (Setembro 1978) - pH7 (Setembro 1979) - A Black Box (Agosto 1980) - Sitting Targets (Junho 1981) - Enter K (Outubro 1982) - Loops and Reels (Junho 1983) - Patience (Agosto 1983) - Skin (Março 1986) - And Close As This (Novembro 1986) - Spur of the Moment (Fevereiro 1988, instrumental, com Guy Evans) - In a Foreign Town (Novembro 1988) - Out of Water (Fevereiro 1990) - The Fall of the House of Usher (Novembro 1991, deconstructed and rebuilt Novembro 1999) | - Fireships (Março 1992) - The Noise (Março 1993) - Roaring Forties (Setembro 1994) - X My Heart (Março 1996) - Sonix (Novembro 1996) - Everyone You Hold (Junho 1997) - This (Outubro 1998) - The Appointed Hour (Novembro 1999, instrumental, com Roger Eno) - None of the Above (Abril 2000) - What, Now? (Junho 2001) - Unsung (Outubro 2001, instrumental) - Clutch (Outubro 2002) - Incoherence (Março 2004) - Singularity (Dezembro 2006) - Thin Air (Junho 2009) - Consequences (Abril 2012) - Other World (Fevereiro 2014, com Gary Lucas) - ...All That Might Have Been... (Novembro 2014) - From the Trees (Novembro 2017) - In Translation (Maio 2021) |

### Com Van der Graaf Generator
| - The Aerosol Grey Machine (1969) - The Least We Can Do is Wave to Each Other (1970) - H to He, Who Am the Only One (1970) - Pawn Hearts (1971) - Godbluff (1975) - Still Life (1976) - World Record (1976) | - The Quiet Zone, the Pleasure Dome (1977) - Present (2005) - Trisector (2008) - A Grounding In Numbers (2011) - ALT (2012) - Do Not Disturb (2016) |